# Leucotmemis
Leucotmemis is een geslacht van vlinders van de familie spinneruilen (Erebidae), uit de onderfamilie Arctiinae.

## Soorten
- L. climacina Butler, 1876
- L. dorsalis Walker, 1854
- L. emergens Walker, 1864
- L. endochrysa Dyar, 1911
- L. felderi Rothschild, 1911
- L. flavidior Gaede, 1926
- L. hemileuca Butler, 1876
- L. insperata Walker, 1856
- L. intersecta Walker, 1864
- L. kaietura Schaus, 1940
- L. latilinea Walker, 1854
- L. lemoulti Rothschild, 1911
- L. margariphera Butler, 1876
- L. melini Bryk, 1953
- L. nexa Herrich-Schäffer, 1854
- L. omole Druce, 1883
- L. ornatula Walker, 1854

- L. pardalimacula Dyar, 1927
- L. pleuraemata Hampson, 1898
- L. rubribasalis Gaede, 1926
- L. sanguinea Gaede, 1926
- L. simillima Draudt, 1931
- L. tenthredoides Walker, 1856
- L. torrida Walker, 1854
- L. varipes Walker, 1854
- L. vicentia Zerny, 1931